# Klaus Kinkel
Klaus Kinkel, född 17 december 1936 i Metzingen i Baden-Württemberg, död 4 mars 2019 i Sankt Augustin i Nordrhein-Westfalen, var en tysk politiker som tillhörde partiet FDP.
Han var från 1991 till 1992 tysk justitieminister, från 1992 till 1998 tysk utrikesminister och från 1993 till 1998 vice förbundskansler. Dessutom var han mellan 1993 och 1995 partiledare i FDP.
Kinkel föddes i Metzingen i Baden-Württemberg men växte upp i Hechingen i samma delstat.